# Puerto Limón
Puerto Limón, o Limón com també és coneguda popularment, és una ciutat de Costa Rica, capital de la província del mateix nom.
La ciutat, fundada el 1871 segons l'esquema de l'enginyer i arquitecte mexicà Ángel Miguel Velázquez Vidaurre, està situada a la costa caribenya del país. Els seus carrers i avingudes són amplis i ben traçats, i la planificació va permetre mantenir un centre ordenat des del punt de vista urbanístic. Tot i així, el gran creixement demogràfic de les darreres dècades ha donat lloc a l'aparició de nous barris, construïts de forma orgànica i amb escassa planificació prèvia.
El nucli antic de la ciutat està separada de la mar per un mur, conegut com el Tajamar,que ha esdevingut com en moltes altres ciutats un punt de reunió i oci.
Històricament, la ciutat de Puerto Limón ha estat el punt de sortida de les exportacions del país, bàsicament cafè, cap a Europa. Així, des de bon principi la ciutat comptà amb una terminal portuària i un ferrocarril (construït entre 1871 i 1890) que la comunicava amb San José i la costa del Pacífic. Ja a mitjans del segle xx, es construí una segona terminal portuària, Puerto Moín, que ha esdevingut amb els anys un dels ports més importants del país i que permet el comerç amb Europa, Àfrica i la costa est dels Estats Units.